# Abdel Rahman El Bacha
Abdel Rahman El Bacha, arabisch عبد الرحمن الباشا (* 23. Oktober 1958 in Beirut, Libanon), ist ein libanesischer Pianist, der auch die französische Staatsbürgerschaft besitzt.

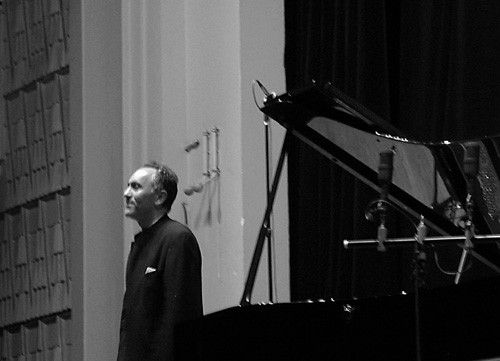
Abdel Rahman El Bacha, Konzert im Théatre St. Victor-Mutualité, Paris. 2. März 2006

## Leben
Abdel Rahman El Bacha wurde in Beirut in eine musikalische Familie geboren, seine Mutter ist Sängerin, sein Vater ein bekannter Komponist. In einem Interview erzählte er, dass das orientalische Musikrepertoire seiner Mutter und die Tatsache, dass sie sich dieses ohne geschriebene Noten auf auditive Weise aneignete, ihn sehr beeinflusst habe; ebenso bedeutsam sind ihm die arabischen Wurzeln seines Vaters und deren Verschmelzung mit der okzidentalen Musik. Ab 1967 bekam er Klavierunterricht bei Zvart Sarkissian, einem Schüler von Marguerite Long und Jacques Février. Mit zehn Jahren spielte er das d-Moll Klavierkonzert von Johann Sebastian Bach mit Orchester. Er erhielt Stipendien in England, der Sowjetunion und Frankreich und entschied sich, am Pariser Conservatoire zu studieren, das er 1977 mit vier Preisen für Klavier, Kammermusik, Harmonielehre und Kontrapunkt absolvierte. Ein Jahr später, im Juni 1978, gewann er den Brüsseler Wettbewerb Concours Reine Elisabeth im Fach Klavier nach dem einstimmigen Votum der Jury und gleichzeitig den Publikumspreis. 1983 gewann er mit seiner ersten CD, der Einspielung der frühen Klavierwerke Sergei Prokofiews, den Grand Prix de l’Académie Charles Cros, der ihm von der Witwe des Komponisten überreicht wurde. Zu seinen zahlreichen Einspielungen gehören beide Bände des Wohltemperierten Klaviers von J. S. Bach und die 32 Klaviersonaten von Ludwig van Beethoven.
Zur Art und Weise seiner CD-Einspielungen betont Abdel Rahman El Bacha, dass es ihm ein wichtiges Anliegen sei, die Kompositionen ohne Korrekturen und Schnitte aufzunehmen, um einen nicht unterbrochenen Spannungsbogen hörbar werden zu lassen.
1981 erhielt Abdel Rahman El Bacha die französische Staatsbürgerschaft. Im August 2007 wurde ihm von seinem Heimatland die Goldene Verdienstmedaille durch den Präsidenten der Libanesischen Republik zuerkannt. Seit 2014 lebt er in Brüssel, Belgien.

## Ehrungen und Preise
- 1977 Absolvent des Conservatoire de Paris mit vier ersten Preisen
- 1978 Concours Reine Elisabeth Brüssel 1. Preis Klavier
- 1983 Grand Prix de l'Académie Charles Cros für seine Prokofiew-Einspielung
- 1998 Chevallier des Arts et des Lettres
- 2002 Goldener Verdienstorden des Libanon

## Diskografie (Auswahl)
- Johann Sebastian Bach: Wohltemperiertes Klavier, 1. Band, Triton; 2. Band, Octavia Records
- Ludwig van Beethoven: sämtliche 32 Klaviersonaten, Mirare (zwei zeitlich verschiedene Aufnahmen)
- Frédérik Chopin: sämtliche Werke, Forlane
- Sergei Prokofiew: Klavierwerke, Auswahl, Mirare

## Sergei Prokofiew: Toccata op. 11
- Einspielung auf YouTube